# László Tihamér
László Tihamér (Kolozsvár, 1910. január 13. – Kolozsvár, 1986. május 26.) fizikus, főiskolai oktató, egyetemi tanár, fizikai szakíró.

## Életútja
Középiskolai tanulmányait szülővárosában a Unitárius Főgimnáziumban végezte (1928), az I. Ferdinánd Egyetemen szerzett fizika-kémiából oklevelet (1933), a Bolyai Tudományegyetemen doktorált (1947) Morfológiai megfigyelések az ionkristályok növekedésére vonatkozóan c. munkájával. Tanári pályáját a kolozsvári Unitárius Kollégiumban kezdte (1933–48), tanársegéd a Bolyai Tudományegyetemen (1946–47), adjunktus, előadótanár, közben a kolozsvári magyar almérnöki főiskola elektrotechnikai óraadója (1947–49), tanára (1949–71). 1954-től egyetemi tanár. Dékán (1949–51), prodékán (1957–58), haláláig konzultáns tanár. A Bolyai, majd a Babeș-Bolyai Tudományegyetem fizikai laboratóriumainak fáradhatatlan szervezője, főleg az elektromosság, rádiótechnika területén. Mint főkutató részt vett a Román Akadémia Geofizikai Szolgálatának elektrogeológiai feltárási programjában Moldvában (1953), a szocialista országok űrkutatása keretében ionoszférikus méréseket végzett a Kozmosz-261 műhold keringésekor (1968–70). Pontos kísérleti előadásai maradandó emléket hagytak hallgatóinál.
Első írását az Unitárius Kollégium Kriza-önképzőkörének almanachjában közölte (1928). A Múzeumi Füzetekben Brassai-relikviaként egy százesztendős fizikai eszköz történetét ismertette (1944). Szaktanulmányait az Acta Bolyaiana (1947), Revista Științifică V. Adamachi (1947–48), Studii și Cercetări Științifice (1953), Studia Universitatis Babeș-Bolyai (1969–72) közölte, munkáival szerepelt a magyarországi Magyar Fizikai Folyóirat (Morfológiai megfigyelések az ionkristályok növekedésére vonatkozóan, 1958), Rádiótechnika (TV és URH antennaforgató berendezés irányjelzővel, 1960; Rádióvétel az 1961-es napfogyatkozáskor, 1961; URH távolsági vétel megfigyelések Kolozsváron, 1962), Mérés és Matematika (Oszcilloszkópos módszer nemlineáris konduktív elemeket tartalmazó áramkörök vizsgálatára, 1970) hasábjain.
Tevékeny részt vett a fizikai problémák népszerűsítésében, így az Ellenzék oldalain (1935) s főleg ifjúsági lapokban, mint az Ifjú Erdély, Jóbarát, Pionír. A Dolgozó Nő, A Hét, TETT, Matematikai és Fizikai Lapok munkatársa. Heinrich Lászlóval közösen szerkesztett fizikai tankönyveket (1939-47). A budapesti Királyi Magyar Egyetemi Nyomdában készült el Márton Samu fordítótárs segítségével Aritmetica și geometria pentru clasa a II-a a gimnaziilor de băieți și de fete c. tankönyve (1941). Előszavával jelent meg a Fizikai kislexikon (1976).

## Egyetemi jegyzetei
- Elektrofizikai mérések (Bódi Sándorral, Kolozsvár, 1957);
- Elektro- és rádiótechnika (Kolozsvár, 1957);
- Elektro- és rádiótechnikai laboratóriumi praktikum (Bódi Sándorral, Kolozsvár, 1959).